# روزگاری که جنگجویان بودند
روزگاری که جنگجویان بودند (به انگلیسی: Once Were Warriors) یک فیلم درام نیوزیلندی به کارگردانی لی تاماهوری محصول سال ۱۹۹۴ سینمای نیوزیلند که بر اساس اولین رمان پرفروش سال ۱۹۹۰ نویسنده نیوزیلندی آلن داف ساخته شده‌است. این فیلم داستان خانواده هک، یک خانواده شهری مائوری، و مشکلات آنها با فقر، اعتیاد به الکل و خشونت خانگی را روایت می‌کند که بیشتر توسط پدرسالار، جیک به وجود آمده‌است. این فیلم به پردرآمدترین فیلم تاریخ در نیوزلند تبدیل شد و جوایز متعددی را به دست آورد. دنباله این فیلم در سال ۱۹۹۹ با عنوان از دل شکسته چه برمی‌آید؟ منتشر شد.
این محصول برنده بهترین فیلم در جشنواره بین‌المللی فیلم دوربان، جشنواره بین‌المللی فیلم مونترآل، جوایز فیلم و تلویزیون نیوزلند و جشنواره بین‌المللی فیلم روتردام شد. این فیلم همچنین در آن زمان با پیشی گرفتن از پیانو (۱۹۹۳) به پردرآمدترین فیلم نیوزلند تبدیل شد. همچنین این فیلم نامزد جایزه بزرگ سندیکای انجمن منتقدان فیلم بلژیک شد.

## بازیگران
- رنا اوون … بت حک، مادر خانواده هک، او به رفاه خانواده‌اش اهمیت می‌دهد.
- تمورا موریسون … جیک «موس» حک. شوهر بدرفتار و الکلی بت حک. او علاوه بر سوء استفاده از همسر و خانواده‌اش، مردی خودخواه، تنبل و مغرور است که اگر احساس کند هرکسی در راه او قرار می‌گیرد، او را به خاک و خون می‌کشد. او تمایل دارد زمان زیادی را در میخانه بگذراند.
- جولیان آراهانگا … نیگ حک. پسر بزرگ جیک و بت حک. او پدرش را تحقیر می‌کند و در نهایت به یک باند می‌پیوندد تا نقش پدر گمشده زندگی‌اش را جبران کند.
- مامانگاروآ کر-بل … گریس حک، دختر بدبین بث و جیک. او از نوشتن داستان برای جبران همه دیوانگی‌های زندگی اش لذت می‌برد و در نهایت به دلیل تجاوز توسط قلدر و خشونت مداوم اطرافش، خود را حلق آویز کرد.

## تولید
این فیلم در یک خانه محلی، واقع در خیابان اوکانر ۳۳، اوتارا، در منطقه شهری اوکلند فیلمبرداری شد. همسایه‌های خانه‌ای که برای فیلم‌برداری استفاده می‌شد، بارها به دلیل صحنه‌های مهمانی آخر شب فیلم شکایت کردند.

## بازخوردها
فیلم در زمان اکران مورد تحسین منتقدان قرار گرفت. درراتن تومیتوز، این فیلم بر اساس ۴۵ نقد با میانگین امتیاز ۷٫۸ از ۱۰، دارای امتیاز ۹۳٪ تاییدیه است.